# Oliceridin
Oliceridin ist ein Arzneistoff zur Behandlung akuter Schmerzen, die so stark sind, dass eine intravenöse Verabreichung eines Opioidanalgetikums erforderlich ist und alternative Behandlungen unzureichend sind.

## Eigenschaften
Oliceridin ist ein funktionell selektiver Agonist am μ-Opioidrezeptor. Es entfaltet seine Wirkung über die Aktivierung des G-Protein-Signalpfads und hat dabei eine dem Morphin ähnliche Potenz und Effizienz. Es vermeidet die Einwirkung auf β-Arrestin 2 und damit die Rezeptorinternalisierung. Diese Strategie richtet sich auf die Verringerung der für herkömmliche Opioide typischen Nebenwirkungen wie Atemdepression, Obstipation und Toleranz.
Oliceridin besitzt ein chirales C-Atom und somit eine enantiomere Variante, das (S)-TRV130. Diese weist ein ähnliches pharmakologisches Wirkspektrum wie die (R)-Form (= Oliceridin) auf, jedoch eine 90-fach geringere Wirksamkeit. Dieser Unterschied wird auf eine deutlich geringere Assoziationsrate am Rezeptor zurückgeführt.
Das pharmazeutisch eingesetzte Salz der Fumarsäure, Oliceridinfumarat ist ein weißer bis leicht gefärbter Feststoff, der wenig löslich in Wasser ist. Als ein weiteres Salz gibt es das Oliceridinhydrochlorid, ein weißer Feststoff, der praktisch unlöslich in Wasser ist.

## Entwicklung
Der Entwicklung von Olceridin liegt die Strategie des „biased agonism“ zugrunde. Dies bedeutet, dass biologisch wirksame Substanzen nach der Bindung an einen Rezeptor bevorzugt einen von mehreren möglichen Signaltransduktionswegen aktivieren (funktionelle Selektivität).
Die US-amerikanische Zulassungsbehörde Food and Drug Administration (FDA) gewährte Olceridin im Februar 2016 den Break Through Therapy-Status.
Nachdem die FDA 2018 einen Antrag auf Arzneimittelzulassung wegen unzureichender Angaben zur Anwendungssicherheit zunächst abgelehnt hatte, erteilte sie im August 2020 nach Antragsüberarbeitung seitens des Pharmaunternehmens Trevena Inc die Zulassung (Handelsname Olinvyk).

## Externe Links zu erwähnten Verbindungen
1. ↑  Externe Identifikatoren von bzw. Datenbank-Links zu Oliceridinfumarat:  CAS-Nr.: 1467617-09-9, PubChem: 138911459, Wikidata: Q132795733.
2. ↑  Externe Identifikatoren von bzw. Datenbank-Links zu Oliceridinhydrochlorid:  CAS-Nr.: 1401031-39-7, PubChem: 68313941, Wikidata: Q98273156. Molare Masse: 423,01 g·mol−1.